# Identitetsfunktion

En graf som visar identitetsfunktionen

En identitetsfunktion, identitetsavbildning eller enhetsoperator är inom matematik en avbildning eller funktion som returnerar dess inparameter utan att ändra den. Formellt är en identitetsfunktion en funktion på en mängd {\displaystyle M} som till varje {\displaystyle x} i {\displaystyle M} ordnar detsamma, det vill säga att {\displaystyle f(x)=x} för alla x i M. Varje mängd {\displaystyle M} har exakt en identitetsfunktion.
Identitetsfunktionen utgör identitetselementet för funktionssammansättning.

## Identiteter i urval
- För matriser, se enhetsmatris.